# Nærbø
Nærbø er en by i Hå kommune på Jæren i Rogaland fylke i Norge. Byen har 6.431 indbyggere (2012), og ligger omtrent syv kilometer nord for kommunecenteret Varhaug.
Politikken i Hå kommune er præget af forskellige bygdelister som har villet tage vare på bygdernes interesser efter kommunesammenlægningen i 1964. Nærbølisten har fra 2003 ordførerposten i Hå kommune.

## Jærbanen og Jærmuseet
Nærbø station på Jærbanen betjenes af lokaltog mellem Stavanger og Egersund. Om sommeren har lokaltoget nogle afgange fra Stavanger som har Nærbø som endestation.
Jærmuseet ligger ved Nærbø. Museet lægger vægt på historien om landbruget på Jæren. I Nærbø er der flere virksomheder og industri knyttet til landbruget.

## Tidligere kommune 1894-1964
Nærbø er en tidligere selvstændig kommune. Fra 1837 var Nærbø del af Hå formandskabsdistrikt, som i 1894 blev delt i Nærbø og Varhaug kommuner. Nærbø havde da den blev etableret som selvstændig kommune 1.806 indbyggere. 1. januar 1964 blev Nærbø slået sammen med Ogna og Varhaug kommuner til den nye Hå kommune. Nærbø havde ved sammenlægningen 3.926 indbyggere. Sidste ordfører i Nærbø kommune var gårdejer Odd Skjærpe.